# Ligne de Kitchevo à Belyakovtsé
La ligne de Kitchevo à Belyakovtsé est une voie ferrée de la Macédoine du Nord. Elle est gérée par Makedonski Železnici - Infrastruktura et opérée par Makedonski Železnici. Elle traverse le pays d'ouest en est. Elle fait partie du corridor 8 qui relie la mer Adriatique à la mer Noire. Elle dessert notamment les villes de Kitchevo, Gostivar, Tetovo, Skopje et Koumanovo.
Des travaux d'extension et de modernisation sont en cours, et la ligne devrait à terme être prolongée jusqu'à l'Albanie et la Bulgarie, reliant ainsi Tirana à Sofia et desservant les villes macédoniennes de Strouga et Kriva Palanka.

## Géographie
La ligne commence à Kitchevo, au centre-ouest du pays, et s'avance vers le nord à travers la plaine du Polog, où se trouvent Gostivar et Tetovo. Elle continue ensuite vers l'est en suivant le Vardar pour atteindre Skopje, puis remonter vers le nord jusqu'à Koumanovo. Ensuite, elle part vers l'est en direction de la Bulgarie.

## Histoire
La portion Skopje-Kitchevo date de la Première Guerre mondiale et elle fut construite par les Bulgares et les Allemands pour servir à l'acheminement des troupes vers le front de Salonique. À l'origine, la ligne descendait bien plus au sud, jusqu'à Tachmarounichta, un village situé au nord de Strouga, près de l'Albanie. Cette ligne desservait notamment Ohrid et Strouga, mais elle était mal construite et les trains ne pouvaient pas dépasser une moyenne de 15 kilomètres à l'heure. La portion conservée, Skopje-Kitchevo, fut reconstruite en 1922 et possède depuis un alignement standard.
La portion Skopje-Koumanovo, également empruntée par la ligne de Tabanovtsé à Guevgueliya, date de 1873, et celle entre Koumanovo et Belyakovtsé fut achevée en 1956.

## Liste des gares
Voir le schéma de la ligne dans le tableau à droite (à dérouler).